# Droit de cavalcade
Le droit de cavalcade pouvait être exigé par un seigneur dans des contrats qu'il passait avec un vassal, une communauté urbaine ou une congrégation religieuse.

## Présentation
En temps de paix, ce droit pouvait correspondre à la fourniture au prince de chevaux nécessaires au transport de ses bagages sur les grands chemins.
Par exemple, à Aubonne, un accord entre le seigneur et les bourgeois prévoit le droit de cavalcade qui précise que tous les hommes, sous une peine de soixante sous, sont obligés de suivre, à leur propre dépens, leur seigneur pendant un jour et une nuit. Après ce temps, c'est au seigneur de pourvoir aux frais.
En temps de guerre, ce droit était lié à la levée de l'ost. 
Par exemple, en 1237, Raimond Béranger, dans le comté de Provence et de Forcalquier, fait adopter de nouveaux statuts à ses vassaux pour préciser ses droits. Le droit de cavalcade est l'ensemble des obligations des divers châteaux d'un bailliage relativement au service militaire :
- tous les nobles ou simples hommes possédant des biens dans les comtés de Provence et de Forcalquier sont tenus de servir la cavalcade pendant quarante jours, à leurs frais, en marchant contre tous ceux qui attaqueraient le comte. Dans ces quarante jours sont comptés l'aller et le retour calculés à raison d'un jour pour six lieues ;
- quand le comte fait le siège d'un lieu, d'un château ou d'une ville, et qu'il fera appel à la cavalcade, ce droit sera appliqué à tous ceux qui se trouvent à six lieues à la ronde de la place assiégée ;
- les nobles sont tenus de faire une fois dans l'année le service de quarante jours ;
- l'acte oblige les nobles qui auraient déjà fait une cavalcade dans l'année et qu'une armée ennemie envahit les comtés de Provence et de Forcalquier de servir une nouvelle cavalcade ;
- les statuts précisent le nombre d'hommes ou de chevaux, armés ou non armés, que chaque château doit montrer en cas de cavalcade.

Il est possible de payer une taxe au lieu de fournir les hommes armés. Par exemple, la communauté de Saint-Maximin avait le choix de fournir trois hommes armés ou de payer 30 livres pour droit de cavalcade.
Le droit de cavalcade a fini par être transformé en redevance pécuniaire.
Un seigneur peut exempter certaines places du droit de cavalcade pendant un temps limité ou définitivement :
- exemption pendant cinq ans du droit de cavalcade de la ville de Saint-Maximin à cause des dégâts de la guerre ;
- le comte de Provence exempte en 1280 les sujets de l'abbaye de Lérins, sur les lieux de Cannes, Mougins et Vallauris, du droit de cavalcade.

Dans le traité de Péronne signé le 19 septembre 1641 entre le roi Louis XIII et les Catalans, le roi accepte le titre de comte de Barcelone et la Catalogne doit lever, pour tenir lieu du droit d'ost et de cavalcade, un corps de cinq mille hommes d'infanterie et de cinq cents chevaux jusqu'à la fin de la guerre. Après le traité des Pyrénées, ce corps de troupes catalanes va être transformé en régiment portant le nom de royal-Mazarin puis de royal-Roussillon.
Le droit de cavalcade est, dans la partie méridionale de la France - Provence, Languedoc, Catalogne, Toulousain - l'équivalent des obligations de l'ost existant dans le nord de la France.